# Chica Santos
Chica Santos Andrade (Guarujá, septiembre de 1982) es una travesti, docente, actriz, directora y guionista brasileña.

## Educación
Se graduó en dirección teatral en la SP Escola de Teatro y en dirección cinematográfica en Film Works de la Academia Internacional de Cinema, ambas en 2009. Tiene un posgrado en Psicología social en Mozarteun y participó en el curso de extensión Psicoanálisis y Racismo: Lecturas Brasileñas - Lélia Gonzalez y Neusa Santos Souza, con la profesora Andrea Guerra en la Universidad Federal de Minas Gerais. Además, completó el curso de Derecho Penal y Esclavitud impartido por el jurista, filósofo y ministro de equidad racial de Brasil, Silvio Almeida, a través del Instituto Luiz Gama.

## Carrera
Vivió su infancia en las afueras de Itapema e inició su carrera en el teatro en su adolescencia cuando tuvo su primer contacto con el Teatro del Oprimido. Trabaja en el mercado audiovisual desde 2006, año en que interpretó el personaje de Duda en la película Antônia (2006), largometraje dirigido por Tata Amaral. Desde entonces, ha trabajado como investigadora y productora de reparto en varias películas publicitarias, y en el largometraje Cores (2013), dirigido por Francisco García. Además de contar con experiencia como directora de casting en varios cortometrajes, se ha especializado en trabajar con personas no profesionales en escena.
En 2011 fundó el "Coletivo Bodoque", donde comenzó a escribir guiones y a dirigir sus primeros documentales independientes.
En 2017 dirigió su primer cortometraje que mezcla ficción y documental, fruto de un proceso de creación colectiva, titulado Aquí estamos todos que abrió la sesión especial del largometraje Bacurau, en la Noche del Cine Brasileño en Cannes. El corto fue premiado en otros 42 festivales nacionales e internacionales, tales como:
- 16 Bogoshorts (Bogotá - Colombia, 2018 - Premio Especial Jurado);[12]
- 25° Festival Internacional de Cine de Valdivia (Valdivia - Chile, 2018 - Premio Especial del Jurado);[13]
- 46° Festival de Gramado (Gramado - Brasil, 2018 - Kikito de Ouro - Premio Especial del Jurado).[14][15]

En 2021 fue codirectora y guionista del documental BIG FOOD, por invitación de Alimentando Policies e Idec - Instituto Brasileño de Protección al Consumidor. El ganador de los Rome Independent Prisma Awards en la categoría de mejor mini documental se dio a conocer oficialmente el 18 de noviembre de 2021 en el canal de YouTube Feeding Policies.
En 2021, Chica Santos recibió el premio de desarrollo al mejor proyecto de serie en Laboratório Negras Narrativas, siendo la primera travesti en recibir el premio.
En 2022, será la primera travesti brasileña en participar de la Berlinale Talents, el mayor evento de cine independiente del mundo.

## Filmografía
- Estamos todos aquí (docudrama de 2018, dirigido, guionado y editado)[19][20][10][21]
- BIG FOOD[22][23][24] - El poder de las industrias ultraprocesadas